# Валуйки (Московская область)
Валуйки — деревня в Волоколамском районе Московской области России. Относится к Теряевскому сельскому поселению, до муниципальной реформы 2006 года относилась к Теряевскому сельскому округу.

## География
Деревня Валуйки расположена у автодороги Р107 Клин — Лотошино, примерно в 15 км к северо-востоку от города Волоколамска. В деревне одна улица — Дачная. Ближайшие населённые пункты — деревня Рахманово, сёла Теряево и Спирово. Неподалёку от деревни Валуйки протекает река Большая Сестра (бассейн Иваньковского водохранилища). Автобусное сообщение с райцентром.

## Население
| 1852 | 1859 | 1899 | 1926 | 2002 | 2006 |
| ---- | ---- | ---- | ---- | ---- | ---- |
| 154  | ↗186 | ↗344 | ↘289 | ↘13  | ↘9   |
| 2010 |      |      |      |      |      |
| ↗16  |      |      |      |      |      |

## История
В «Списке населённых мест» 1862 года Валуйки — казённая деревня 2-го стана Волоколамского уезда Московской губернии по правую сторону Клинского тракта (из Волоколамска), в 8 верстах от уездного города, при реке Сестре, с 19 дворами, 2 фабриками и 186 жителями (98 мужчин, 88 женщин).
По данным на 1890 год входила в состав Буйгородской волости Волоколамского уезда, число душ мужского пола составляло 94 человека.
В 1913 году — 48 двора.
По материалам Всесоюзной переписи населения 1926 года — деревня Рахмановского сельсовета Буйгородской волости, проживало 289 жителей (129 мужчин, 160 женщин), насчитывалось 58 крестьянских хозяйств.
С 1929 года — населённый пункт в составе Волоколамского района Московской области.